# Ingmar Bergman
Ernst  Ingmar Bergman (14. července 1918 Uppsala, Švédsko – 30. července, 2007 Fårö) byl švédský filmový, divadelní a rozhlasový režisér, spisovatel a dramatik, jeden z nejvýznamnějších autorských filmařů 20. století.
Typické Bergmanovy filmy jsou obvykle komorní a vynikají psychologickou hloubkou. Vedle mezilidských vztahů se často zabývají existenciálními otázkami (smysl života), smrtí, osaměním, pravdou a vírou v Boha.

## Život
Matka Karin, rozená Åkerblomová, byla zdravotní sestrou a pocházela z vážené rodiny. Otec Erik Bergman byl pastorem státní luteránské církve. Ve 30. letech 20. století se otec stal farářem farnosti Hedviky Eleonory v Östermalmu ve Stockholmu. Ingmar Bergman zde vyrůstal v přísném religiózním prostředí, což se později promítlo i do jeho tvorby. Měl staršího bratra Daga, který se stal diplomatem, a mladší sestru Margaretu (spisovatelka).
V letech 1937–1940 studoval na Stockholmské univerzitě literární historii, ale jeho zájem si postupně získávalo divadlo a následně i film. Po promoci dělal režijního praktikanta v Stockholmském divadle. V té době uveřejnil několik svých novel a napsal řadu her, např. Kašpárkova smrt (Kaspers död, 1942) či Rakel a uvaděč (Rakel och biografvaktmästaren, 1946). Ve věku 26 let se stal ředitelem Hälsingborského městského divadla a nejmladším ředitelem divadla v Evropě vůbec. Byl i režisérem Göteborského městského divadla (1946–1949), Městského divadla v Malmö (1953–1960) a v Královském dramatickém divadle ve Stockholmu (1960–1966, z toho poslední tři roky jako ředitel).
Filmy natáčel od 40. let, mezinárodní věhlas začal získávat koncem 50. let, kdy uvedl snímky Sedmá pečeť a Lesní jahody. Stal se světově nejznámějším švédským filmařem a jeho tvorba se pro mnoho zahraničních diváků stala synonymem pro švédský film vůbec. Bergman pracoval s dlouhodobě stálým štábem (např. kameraman Sven Nykvist) a okruhem oblíbených herců, mezi něž patřili Gunnar Björnstrand, Max von Sydow, Erland Josephson, Liv Ullmannová, Harriet Anderssonová, Ingrid Thulinová nebo Bibi Anderssonová. Ve filmu Podzimní sonáta poskytl poslední velkou roli slavné Ingrid Bergmanové (nebyli příbuzní).
Mezi lety 1976–1984 žil v dobrovolném exilu v bavorské metropoli Mnichově, rozhořčen na švédskou vládu a úřady, že byl křivě obviněn ze závažných daňových úniků. V reakci na to zrušil své plány na natáčení dalších filmů, ukončil činnost svého vlastního filmového studia a propustil všechny své spolupracovníky. Ačkoliv se obvinění ukázala jako nesprávná, po 8 let se – přes prosby švédského premiéra a kulturních kruhů – odmítal vrátit; později přiznal, že i když nebyl v exilu nečinný (dokončil mj. filmy Hadí vejce anebo koprodukční Fanny a Alexandr), v podstatě ztratil cenná léta své profesionální kariéry. I přes jeho odsudky vůči staré vlasti byla Švédským filmovým institutem u příležitosti jeho 60. narozenin (1978) ustavena filmová cena The Ingmar Bergman Plaque („Plaketa I. B.“; roku 1992 přejmenovaná na The Ingmar Bergman Prize) pro vynikající herce a režiséry švédské i zahraniční. Zajímavostí bylo, že laureáty ceny vybíral a doporučoval sám Bergman.
Po roce 2003 už přestal točit filmy, nicméně ještě roku 2006 se stal patronem nové filmové ceny pro začínající režiséry, nazvané na jeho počest The Ingmar Bergman International Debut Award, udílené na MFF v Göteborgu. V témže roce se ovšem dostavily vážné zdravotní problémy a musel podstoupit operaci kyčle. V průběhu rekonvalescence 89letý režisér zemřel ve spánku ve svém domě na ostrově Fårö – shodou náhod v tentýž den (30. července 2007) jako jiný filmový velikán, italský režisér Michelangelo Antonioni.

### Manželství
Ingmar Bergman byl pětkrát ženatý:
- 1943–1945 s Else Fisherovou
- 22. července 1945 – 1950 s Ellen Hollenderovou
- 1951–1959 s Gun Grutovou
- 1959–1969 s Käbi Lareteiovou
- 11. listopadu 1971 – 20. května 1995 s Ingrid Karlebo

První čtyři manželství skončila rozvodem, teprve páté se stalo dlouhodobým a ukončila ho až smrt jeho ženy na rakovinu žaludku. Vedle toho měl Bergman také milostný poměr s některými ze svých oblíbených hereček, konkrétně s Harriet Anderssonovou (první polovina 50. let), Bibi Anderssonovou (druhá polovina 50. let) a Liv Ullmannovou (druhá polovina 60. let), a další nemanželské vztahy. Zážitky a zkušenosti ze svého nestálého a bouřlivého partnerského života bohatě uplatnil ve své tvorbě, zejména pro brilantní budování dialogů a vykreslování různých ženských charakterů. Výrazně autobiografické jsou například Scény z manželského života.
Dcera Lena Bergmanová (* 1943) je úspěšnou herečkou, další dcera Eva Bergmanová (* 1945) je režisérkou stejně jako syn Daniel Bergman (* 1962). Celkově má Bergman 9 (přiznaných) dětí, z nichž jsou dále známí: divadelní režisér Jan Bergman (1946–2000), herečka Anna Bergmanová (* 1948), herec Mats Bergman (* 1948), kapitán letadla Ingmar Bergman ml., spisovatelka Maria von Rosenová (* 1959, otcovství přiznáno po 22 letech, z nemanželského vztahu s Ingrid von Rosen), a spisovatelka a kulturní publicistka Linn Ullmannová (* 1966, s Liv Ullmannovou).

## Ocenění
V roce 1971 na slavnosti předávání Oscarů (Cen Akademie) obdržel Bergman Pamětní cenu Irvinga G. Thalberga. Tři z jeho filmů vyhrály Oscara za nejlepší cizojazyčný film: Pramen panny v roce 1961, Jako v zrcadle v roce 1962 a Fanny a Alexandr v roce 1984.
5 filmů bylo nominováno na Oscara za scénář a 3 za režii:
- Šepoty a výkřiky (1973)
- Tváří v tvář (1976)
- Fanny a Alexandr (1982)

Žádný z nich ale v těchto kategoriích nevyhrál.
Bergmanovo dílo je oceňováno i po technické a herecké stránce, o což se vedle jeho režijního vedení zasloužila i kvalita a sehranost jeho stálých spolupracovníků.
Mnozí význační filmoví tvůrci z celého světa (např. Woody Allen, Robert Altman či Andrej Tarkovský) uvádějí Bergmanova díla jako významný zdroj inspirací pro svou tvorbu.

## Dílo

### Filmy
- 1944 – Štvanice (Hets), scénář
- 1946 – Krize (Kris)
- 1946 – Prší nám na lásku (Det regnar på vår kärlek)
- 1947 – Loď do Indie (Skepp till India land)
- 1947 – Žena bez tváře (Kvinna utan ansikte), scénář
- 1948 – Eva (scénář)
- 1948 – Hudba v temnotách (Musik i mörker), režie
- 1948 – Přístavní město (Hamnstad)
- 1949 – Vězení (Fängelse), scénář, režie
- 1949 – Žízeň (Törst)
- 1950 – Za štěstím (Till glädje)
- 1950 – U nás se to stát nemůže (Sånt händer inte här)
- 1950 – Když město dřímá (Medan staden sover), scénář
- 1951 – Letní sen (Sommarlek)
- 1951 – Rozvedení (Frånskild)
- 1952 – Čekající ženy (Kvinnors väntan)
- 1953 – Léto s Monikou (Sommaren med Monika)
- 1953 – Večer kejklířů (Gycklarnas afton)
- 1954 – Lekce v lásce (En lektion i kärlek)
- 1955 – Sny žen (Kvinnodröm)
- 1955 – Úsměvy letní noci (Sommarnattens leende)
- 1956 – Poslední pár z kola ven (Sista paret ut)
- 1957 – Sedmá pečeť (Det sjunde inseglet)
- 1957 – Lesní jahody (Smultronstället)
- 1958 – Než se rozední (Nära livet)
- 1958 – Tvář (Ansiktet)
- 1960 – Pramen panny (Jungfrukällan)
- 1960 – Ďáblovo oko (Djävulens öga)
- 1961 – Jako v zrcadle (Såsom i en spegel)
- 1961 – Zahrada rozkoší (Lustgården), scénář
- 1963 – Hosté Večeře Páně (Nattvardsgästerna)
- 1963 – Mlčení (Tystnaden)
- 1964 – A co všechny ty ženy (För att inte tala om alla dessa kvinnor)
- 1966 – Persona
- 1968 – Hodina vlků (Vargtimmen)
- 1968 – Hanba (Skammen)
- 1969 – Náruživost (En passion)
- 1971 – Dotek (Beröringen)
- 1972 – Šepoty a výkřiky (Viskningar och rop)
- 1975 – Kouzelná flétna (Trollflöjten)
- 1976 – Tváří v tvář (Ansikte mot ansikte)
- 1977 – Hadí vejce (Ormens ägg)
- 1978 – Podzimní sonáta (Höstsonaten)
- 1980 – Ze života loutek (Ur marionetternas liv)
- 1982 – Fanny a Alexandr (Fanny och Alexander)
- 1986 – Karinina tvář (Karins ansikte), krátký film
- 1992 – Nedělňátka (Söndagsbarn), scénář
- 2000 – Nevěra (Trolösa), scénář

### Filmy pro televizi
- 1969 – Obřad (Riten)
- 1973 – Scény z manželského života (Scener ur ett äktenskap)
- 1984 – Po zkoušce (Efter repetitionen)
- 1991 – Dobrá vůle (Den goda viljan), scénář
- 1993 – Bakchus (Backanterna), režie, scénář
- 1997 – Co chvilku křičí na jevišti světa (Larmar och gör sig till)
- 2003 – Saraband

### Spisy
- 1987 – Laterna Magica, autobiografie
- 1990 – Obrazy (Bilder), filmografie
- 1991 – Dobrá vůle (Den goda viljan), Stockholm: Norstedts, 1991, román inspirovaný životem Bergmannových rodičů Erika Bergmana a Karin Åkerblom. Román vyšel také v českém překladu Zbyňka Černíka, básně přeložila Eva Klimentová.[2] Byl zpracován v Českém rozhlasu v roce 1993 jako dramatizovaná četba na pokračování; překlad a rozhlasová úprava: Zbyněk Černík, hráli: Ladislav Mrkvička, Ivan Trojan, Lukáš Hlavica, Valérie Zawadská, Miroslav Moravec a Miroslav Vladyka, režie: Hana Kofránková[3]

## Tým Ingmara Bergmana
Pro práci Ingmara Bergmana je také charakteristické, že se opíral o dlouhodobou spolupráci s konkrétními herci (viz Bergmanovský herec) a ve svém filmovém týmu se spoléhal na osvědčené osobnosti, které spoluvytvářeli jeho filmy. Ze stejných důvodů také v roce 1978 založil Cenu Igmara Bergmana a až do své smrti v roce 2007 společně s ředitelem Švédského filmového institutu vybíral osoby, kterým tato cena byly udělena.
Jako zkušený filmař si byl dobře vědom toho, jak filmování vyžaduje delikátní spolupráci mnoha lidí různých profesí. Věděl, že i zdánlivě podružná profese je důležitá pro konečný výsledek, a že film není nikdy lepší než nejslabší článek v této složité týmové spolupráci. Cena proto byla určena především pracovníkům těch filmových profesí, které jsou často přehlíženy nebo opomíjeny a které nedostávají (nebo v té době nedostávali) žádná jiná filmové ocenění.
Mezi nejvýznamnější dlouhodobé spolupracovníky Ingmara Bergmana patřili zejména následující osobnosti:

### Kameraman Sven Nykvist
Sven Nykvist byl často označován přívlastkem „malíř světla“ a pracoval jako hlavní kameraman ve více než dvaceti Bergmanových filmech. Film Šepoty a výkřiky z roku 1972 byl nominován na Oscara celkem v pěti kategoriích, ale cenu nakonec získal jen právě Sven Nykvist za nejlepší kameru. Druhého Oscara získal za film Fanny a Alexandr z roku 1982 (tento film byl nominován na šest Oscarů a čtyři získal). V pozdějších letech pracoval hned pro několik slavných hollywoodských režisérů, mezi které patřili mimo jiné Roman Polański, Philip Kaufman (filmová adaptace románu Milana Kundery Nesnesitelná lehkost bytí, která byla nominována na Oscara) nebo Woody Allen (Jiná žena, Zločiny a poklesky). Kromě Oscarů získal nebo byl nominován na několik dalších významných filmových cen: MFF Cannes, ceny BAFTA, César nebo Zlatohlávek.

### Sylvia Ingemarssonová (filmový střih)
Poté, co se Sylvia Ingemarssonová podílela na střihu velmi úspěšného policejního krimi-thrilleru Muž na střeše režiséra Bo Widerberga (který byl natočen podle knižní předlohy Säffleská bestie autorské dvojice Maj Sjöwallová a Per Wahlöö) pracovala prvně pro Ingmara Bergmana na filmu Podzimní sonáta. Mezinárodní úspěch tohoto filmu následně vedl k dlouhodobé spolupráci Sylvie Ingemarssonová s tímto režisérem (i když pracovala také pro jiné režiséry). Pokud počítáme i televizní filmy a dokumenty, celkem se podílela na 14 Bergmanových produkcích: od již zmíněného filmu Podzimní sonáta  přes mimořádně úspěšný snímek Fanny a Alexandr (1982) až do jeho posledního (televizního) filmu Saraband z roku 2003.

### Vedoucí produkce Katinka Faragóová
Katinka Faragóová nejprve pracovala na několika scénářích pro Ingmara Bergmana, posledním takovým filmem byla Kouzelná flétna z roku 1975. Sedm let byla vedoucí produkce v Bergmanově filmové společnosti Cinematograph, poté byla jmenována vedoucí produkce a producentkou ve Švédském filmovém institutu (1985–1990) a v letech 1990–2002 působila jako producentka ve společnosti Sandrews. S Ingmarem Bergmanem však spolupracovala i později, celkem 30 let. Vedle několika scénářů se podílela na 19 filmových produkcích a byla jeho nejbližší spolupracovnicí.